# Zuma (satelit)
Zuma je označení 47. letu Falconu 9 a vzhedem k tomu, že vynášený náklad byl tajný, tak není jasné, zda se jedná i o oficiální název satelitu. Družici vyrobila firma Northrop Grumman a byla zároveň i jejím provozovatelem pro zákazníka, kterým byla americká vláda. Byla vynesena na nízkou oběžnou dráhu, ale kvůli závadě na vypouštěcím adaptéru, který byl pro tuto misi upravený pro snížení vibrací společností Northrop Grumman, se družice neoddělila od druhého stupně.
Smlouva o vynesení satelitu byla uzavřena v roce 2015. V polovině října 2017 se objevili informace o startu Falconu 9, který do té doby nebyl známý. Startovat se mělo už 10. listopadu 2017 z rampy LC-39A a náklad nebyl známý. Let byl označený jako Mission 1390, také se objevilo označení Zuma.
Start byl nejdříve odložen na 15. listopad, poté na 16. listopad a následně na 17. listopad. Poté SpaceX oznámila, že kvůli závadě, kterou objevila při testování aerodynamického krytu pro jiného zákazníka bude start znovu odložen, nejdříve na 18. listopad, poté vyšlo najevo, že ke startu nedojde dříve než v prosinci. Vzhledem k odkladům a blížícímu se prvnímu startu Falconu Heavy se start přesunul na rampu SLC-40 a termín byl určen na začátek ledna 2018. Termín startu byl určený na 5. ledna 2018, poté odložený na 6. ledna, poslední odklad byl na 8. ledna 2018.
Pro vynesení byl použit první stupeň B1043, který byl původně určený pro CRS-13, ale jelikož NASA svolila k používání již letěných prvních stupňů, tak bylo možné tento stupeň použít zde. Statický zážeh před startem proběhl 12. listopadu 2017, začátkem ledna 2018 proběhlo několik tankovacích testů. Po vynesení nákladu první stupeň úspěšně přistál na pevninské ploše LZ-1.